# Giovanni Di Benedettis
Giovanni Di Benedettis (* 1938 in Mesagne) ist ein italienischer Schauspieler.

## Leben
Di Benedettis war als Schauspieler hauptsächlich in Fotoromanen zu sehen, wo er neben anderen Arbeiten in den Comic-Bebilderungen Killing und Sadistik mehrere Male auftrat. Rund zehn Mal spielte er für Film und Fernsehen in Nebenrollen, oft unter dem Pseudonym John Benedy. Ein anderer Künstlername lautete John Hawkwood.
Er ist nicht zu verwechseln mit dem Schauspielkollegen Giovanni Di Benedetto.

## Filmografie (Auswahl)
- 1959: La cento chilometri
- 1960: Rocco und seine Brüder (Rocco e i suoi fratelli)
- 1962: Degenduell (La congiura dei dieci)
- 1971: Uccidi Django… uccidi per primo!!!
- 1978: Provinz ohne Gesetz (Provincia violenta)
- 1979: Stoßtrupp in die Wüste (Strategia per una missione di morte)
- 1980: Patrick lebt! (Patrick vive ancora)